# کشت پنجره‌ای

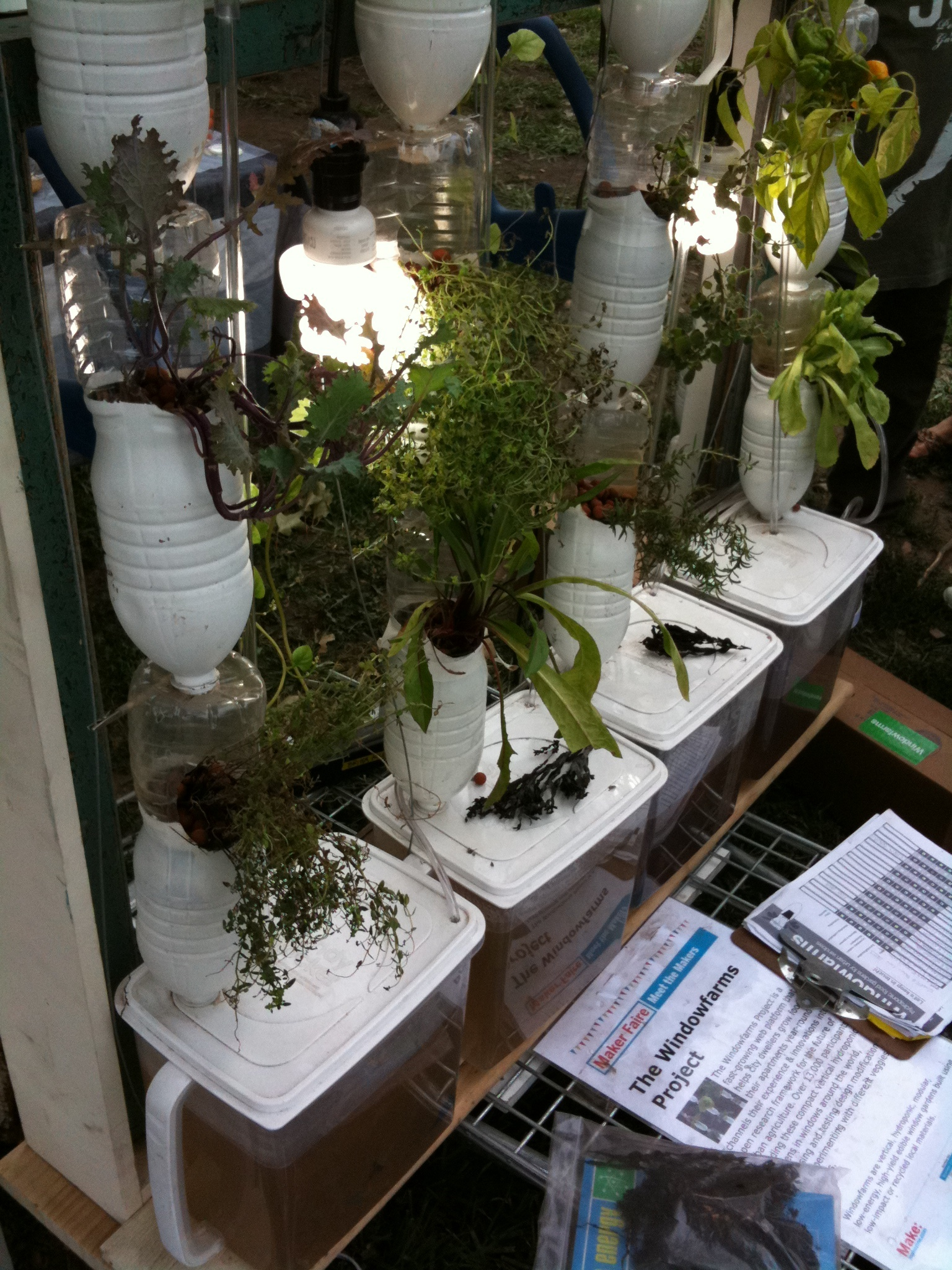
راه‌اندازی کشت پنجره‌ای

کشت پنجره‌ای (به انگلیسی: Windowfarm)، یک سیستم باغبانی شهری هیدروپونیک است که در ابتدا توسط بریتا رایلی با استفاده از طرح‌های منبع باز گسترش داده شد. کشت پنجره‌ای Windowfarm یک باغ سرپوشیده است که امکان رشد در تمام طول سال را در تقریباً هر پنجره‌ای فراهم می‌کند. این به گیاهان اجازه می‌دهد تا از نور طبیعی، کنترل آب‌وهوای محل زندگی شما و «خاک مایع» ارگانیک استفاده کنند.
اگرچه بسیاری از اطلاعات هم از windowfarms.org و هم از جامعه آن‌ها از بین رفته‌است، برخی از آن‌ها هنوز به جا مانده‌است. تلاش برای جمع‌آوری این داده‌ها به صورت آنلاین انجام می‌شود.